# Тит Статілій Максим
Тит Статілій Максим (лат. Titus Statilius Maximus; ? — після 158) — державний діяч Римської імперії, консул 144 року.

## Життєпис
Походив з роду Статіліїв Максимів з Сирії. Син Тита Статілія Севера Максима Гадріана, можливо, консула-суффекта у 115 або 117 році. Його родина набула в Римі певного впливу. Про молоді роки Тита Максима немає відомостей. Ймовірно вслід за батьком став сенатором. У ці роки започаткував практику патронажу над м. Геліополіс (сучасний Баальбек).
У 144 році став консулом разом з Луцієм Гедієм Руфом. У 146 році призначено куратором громадських робіт з 157 до 158 року як проконсул керував провінцією Азія. Про подальшу долю немає відомостей.

## Родина
- Тит Статілій Север, консул 171 року.